# Chelaprora dichroa
Chelaprora dichroa är en fjärilsart som beskrevs av George Francis Hampson 1926. Chelaprora dichroa ingår i släktet Chelaprora och familjen nattflyn. Inga underarter finns listade i Catalogue of Life.